# Governatore del Kansas

Stendardo del Governatore

Il Governatore del Kansas (in inglese: Governor of Kansas) è il capo del governo dello stato statunitense del Kansas, nonché il capo delle forze armate statali.

## Governatori e governatrici

### Territorio del Kansas
- L'area occupata dall'attuale Kansas faceva parte del Territorio della Louisiana, in seguito Missouri, fino al 1821, e non organizzati fino a diventare territorio del Kansas il 30 maggio 1854.
- Una piccola parte del Kansas, una volta è stato rivendicato come parte della Repubblica del Texas.

Partiti
  Democratico (5) 
  Indipendente (1) 
| # | Immagine | Governatore | Governatore           | Partito      | Inizio mandato   | Fine mandato     |
| - | -------- | ----------- | --------------------- | ------------ | ---------------- | ---------------- |
| 1 |          |             | Andrew Horatio Reeder | Democratico  | 7 luglio 1854    | 16 agosto 1855   |
| 2 |          |             | Wilson Shannon        | Democratico  | 5 settembre 1855 | 18 agosto 1856   |
| 3 |          |             | John White Geary      | Indipendente | 9 settembre 1856 | 20 marzo 1857    |
| 4 |          |             | Robert J. Walker      | Democratico  | 27 maggio 1857   | 15 dicembre 1857 |
| 5 |          |             | James W. Denver       | Democratico  | dicembre 1857    | novembre 1858    |
| 6 |          |             | Samuel Medary         | Democratico  | dicembre 1858    | dicembre 1860    |

### Stato del Kansas
Partiti
  Democratico (21)    Partito del Popolo (2)    Repubblicano (21) 
| #  | Foto | Nome                 | Mandato          | Mandato          | Partito      | Vice                         |
| #  | Foto | Nome                 | Inizio           | Termine          | Partito      | Vice                         |
| -- | ---- | -------------------- | ---------------- | ---------------- | ------------ | ---------------------------- |
| 1  |      | Charles L. Robinson  | 9 febbraio 1861  | 12 gennaio 1863  | Repubblicano | Joseph Pomeroy Root          |
| 2  |      | Thomas Carney        | 12 gennaio 1863  | 9 gennaio 1865   | Repubblicano | Thomas Andrew Osborn         |
| 3  |      | Samuel J. Crawford   | 9 gennaio 1865   | 4 novembre 1868  | Repubblicano | James McGrew                 |
| 4  |      | Neemia Verde         | 4 novembre 1868  | 11 gennaio 1869  | Repubblicano |                              |
| 5  |      | James M. Harvey      | 11 gennaio 1869  | 13 gennaio 1873  | Repubblicano | Charles Vernon Eskridge      |
| 6  |      | Thomas A. Osborn     | 13 gennaio 1873  | 8 gennaio 1877   | Repubblicano | Elias Sleeper Stover         |
| 7  |      | George T. Anthony    | 8 gennaio 1877   | 13 gennaio 1879  | Repubblicano | Melville J. Salter           |
| 8  |      | John P. St. John     | 13 gennaio 1879  | 8 gennaio 1883   | Repubblicano | Lyman U. Humphrey            |
| 9  |      | George W. Glick      | 8 gennaio 1883   | 12 gennaio 1885  | Democratico  | David Wesley Finney          |
| 10 |      | John A. Martin       | 12 gennaio 1885  | 14 gennaio 1889  | Repubblicano | Alexander Pancoast Riddle    |
| 11 |      | Lyman Humphrey U.    | 14 gennaio 1889  | 8 gennaio 1893   | Repubblicano | Andrew Jackson Feltri        |
| 12 |      | Lorenzo D. Lewelling | 8 gennaio 1893   | 14 gennaio 1895  |              | Percy Daniels                |
| 13 |      | Edmund N. Morrill    | 14 gennaio 1895  | 11 gennaio 1897  | Repubblicano | James Armstrong Troutman     |
| 14 |      | John W. Leedy        | 11 gennaio 1897  | 9 gennaio 1899   |              | Alexander Miller Harvey      |
| 15 |      | William E. Stanley   | 9 gennaio 1899   | 12 gennaio 1903  | Repubblicano | Harry E. Richter             |
| 16 |      | Willis J. Bailey     | 12 gennaio 1903  | 9 gennaio 1905   |              | David John Hanna             |
| 17 |      | Edward W. Hoch       | 9 gennaio 1905   | 11 gennaio 1909  | Repubblicano | David John Hanna             |
| 18 |      | Walter R. Stubbs     | 11 gennaio 1909  | 13 gennaio 1913  | Repubblicano | William James Fitzgerald     |
| 19 |      | George H. Hodges     | 13 gennaio 1913  | 11 gennaio 1915  | Democratico  | Sheffield Ingalls            |
| 20 |      | Arthur Capper        | 11 gennaio 1915  | 13 gennaio 1919  | Repubblicano | William Morgan Yoast         |
| 21 |      | Justin Henry Allen   | 13 gennaio 1919  | 8 gennaio 1923   | Repubblicano | Charles Solomon Huffman      |
| 22 |      | Jonathan M. Davis    | 8 Gen 1923       | 12 gennaio 1925  | Democratico  | Ben Sanford Paulen           |
| 23 |      | Benjamin S. Paulen   | 12 gennaio 1925  | 14 gennaio 1929  | Repubblicano | De Lanson Alson Newton Chase |
| 24 |      | Clyde M. Reed        | 14 gennaio 1929  | 12 gennaio 1931  | Repubblicano | Jacob W. Graybill            |
| 25 |      | Harry Hines Woodring | 12 gennaio 1931  | 9 gennaio 1933   | Democratico  | Jacob W. Graybill            |
| 26 |      | Alf Landon           | 9 gennaio 1933   | 11 gennaio 1937  | Repubblicano | Charles W. Thompson          |
| 27 |      | Walter A. Huxman     | 11 gennaio 1937  | 9 gennaio 1939   | Democratico  | William M. Lindsay           |
| 28 |      | Payne Ratner         | 9 gennaio 1939   | 11 gennaio 1943  | Repubblicano | Carl E. Friend               |
| 29 |      | Andrew F. Schoeppel  | 11 gennaio 1943  | 13 gennaio 1947  | Repubblicano | Jess C. Denious              |
| 30 |      | Frank Carlson        | 13 gennaio 1947  | 28 novembre 1950 | Repubblicano | Frank L. Hagaman             |
| 31 |      | Frank L. Hagaman     | 28 novembre 1950 | 8 gennaio 1951   | Repubblicano |                              |
| 32 |      | Edward F. Arn        | 8 gennaio 1951   | 10 gen 1955      | Repubblicano | Fred Hall                    |
| 33 |      | Fred Hall            | 10 gennaio 1955  | 3 gennaio 1957   | Repubblicano | John McCuish                 |
| 34 |      | John McCuish         | 3 gennaio 1957   | 14 gennaio 1957  | Repubblicano |                              |
| 35 |      | George Docking       | 14 gennaio 1957  | 9 gennaio 1961   | Democratico  | Joseph W. Henkle senior      |
| 36 |      | John Anderson Jr.    | 9 gennaio 1961   | 11 gennaio, 1965 | Repubblicano | Harold H. Chase              |
| 37 |      | William H. Avery     | 11 gennaio 1965  | 9 gennaio 1967   | Repubblicano | John Crutcher                |
| 38 |      | Robert Docking       | 9 gennaio 1967   | 13 gennaio 1975  | Democratico  | John Crutcher                |
| 39 |      | Robert F. Bennett    | 13 gennaio 1975  | 8 gennaio 1979   | Repubblicano | Shelby Smith                 |
| 40 |      | John W. Carlin       | 8 gennaio 1979   | 12 gennaio 1987  | Democratico  | Paul V. Dugan                |
| 41 |      | Mike Hayden          | 12 gennaio 1987  | 14 gennaio 1991  | Repubblicano | Jack D. Walker               |
| 42 |      | Joan Finney          | 14 gennaio 1991  | 9 gennaio 1995   | Democratico  | James Francisco              |
| 43 |      | Bill Graves          | 9 gennaio 1995   | 13 gennaio 2003  | Repubblicano | Sheila Frahm                 |
| 44 |      | Kathleen Sebelius    | 13 gennaio 2003  | 28 aprile 2009   | Democratico  | John E. Moore                |
| 45 |      | Mark Parkinson       | 28 aprile 2009   | 10 gennaio 2011  | Democratico  | Troy Findley                 |
| 46 |      | Sam Brownback        | 10 gennaio 2011  | 31 gennaio 2018  | Repubblicano | Jeff Colyer                  |
| 47 |      | Jeff Colyer          | 31 gennaio 2018  | 14 gennaio 2019  | Repubblicano | Tracey Mann                  |
| 48 |      | Laura Kelly          | 14 gennaio 2019  | in carica        | Democratico  | Lynn Rogers                  |